# Ассоциация кластеров и технопарков России
Ассоциа́ция кла́стеров, технопа́рков и ОЭЗ Росси́и — общественно-деловая организация в России, объединяющая объекты технологической и промышленной инфраструктуры, управляющие компании особых экономических зон, промышленных кластеров, технопарков и индустриальных парков.

## История создания
Ассоциация содействия развитию кластеров и технопарков России создана в 2011 году как некоммерческое партнёрство «Ассоциация технопарков в сфере высоких технологий». По замыслу тогдашнего министра связи и массовых коммуникаций Игоря Щеголева она должна была выполнять примерно те же функции, что и СРО, которая займётся координацией развития созданных в рамках госпрограммы технопарков
Основателями организации выступили: Уральский университетский комплекс, Технопарк новосибирского Академгородка, Инновационный центр «Жигулевская долина», ИТ-парк «Анкудиновка», Технопарк Санкт-Петербурга, Кузбасский технопарк, Технопарк «Саров», Технопарк «Мордовия» и ряд других.
С конца 2013 года Ассоциация формулирует кластерные инициативы для развития промышленности. С принятием Федерального закона от 31 декабря 2014 г. N 488-ФЗ «О промышленной политике в Российской Федерации», который ввел понятия промышленные технопарки и промышленные кластеры, в июле 2015 «Ассоциация технопарков в сфере высоких технологий» преобразована в некоммерческую организацию «Ассоциация организаций содействия развитию кластеров и технопарков».
С мая 2018 года включена в реестр выданных разрешений Министерством юстиции Российской Федерации на использование в наименовании «Российская Федерация» или «Россия».
По данным на 2023 год объединяет более 110 организаций из 50 субъектов Российской Федерации, в том числе управляющие компании технопарков, нанотехнологических центров и Особых экономических зон, центры кластерного развития, специализированные организации промышленных кластеров. Представляет свыше 4000 организаций — резидентов технопарков и участников кластеров, на предприятиях которых работает более 370 тыс. человек, а совокупный объём выпускаемой продукции приближается к 1,5 трлн рублей (около 1,25 % ВВП России).

## Органы управления Ассоциации
Высшим органом управления является Общее собрание членов Ассоциации. Постоянно действующим коллегиальным органом является Наблюдательный совет. Единоличным исполнительным органом управления Ассоциации является директор, избирающийся Общим собранием сроком на пять лет для руководства текущей деятельностью. В 2016 году на должность директора во второй раз был избран Шпиленко Андрей Викторович, кандидат экономических наук, офицер запаса (воинское звание полковник). 21 апреля 2023 года Андрей Викторович Шпиленко возглавил Наблюдательный совет Ассоциации. Директором Ассоциации кластеров, технопарков и ОЭЗ России стал Михаил Александрович Лабудин.
Директор представляет интересы Ассоциации, также являясь членом подгруппы «Технологическое предпринимательство» по направлению «Малое и среднее предпринимательство» при Государственном совете РФ, Комитета по промышленной политике Российского союза промышленников и предпринимателей, Стратегического совета Минпромторга России по инвестициям в новые индустрии, Экспертного совета по импортозамещению при комитете Государственной Думы по экономической политике, промышленности, инновационному развитию и предпринимательству и ряд других.

## Члены Ассоциации
Среди наиболее упоминаемых членов Ассоциации:
- Технопарк новосибирского Академгородка[9];
- ГБУ ТО «Западно-Сибирский инновационный центр»[10];
- АО "ОЭЗ «Технополис „Москва“»;
- «Технопарк „Сколково“»[источник не указан 750 дней];
- «Технопарк „Калибр“»[источник не указан 750 дней];
- ОАО «Красцветмет»[источник не указан 750 дней];
- ООО «Липецкмаш»[источник не указан 750 дней];
- Технопарк ГУП НПО «Мосгормаш»[источник не указан 750 дней];
- Технопарк «Жигулевская долина»[11];
- АНО «СОПК „Композиты без границ“», входящую в корпорацию «Росатом»[12],
- ООО «Кластер электронных приборов, материалов и компонентов» — концерн «Энергомера», включающий предприятие АО «Монокристалл» — мирового лидера по производству синтетических сапфиров[13][14];
- АО «Особая экономическая зона технико-внедренческого типа „Дубна“», в 2017 году возглавившее рейтинг особых экономических зон России[15];
- АУ «Технопарк — Мордовия»[16];
- АО «Технопарк „Саров“»[17];
- ООО «Национальный аэрозольный кластер»[18];
- ООО «УЦТТ» (Ульяновский наноцентр ULNANOTECH)[19];
- ООО "НЦ «Техноспарк» (Нанотехнологический центр «ТехноСпарк»)[20];
- АО «Инновационный медико-технологический центр (Медицинский Технопарк)»;
- АО «Технопарк Санкт-Петербурга»[21];
- OOO «Промышленный электротехнический кластер Псковской области»[22];
- Особая экономическая зона технико-внедренческого типа «Дубна» (АО "ОЭЗ ТВТ «Дубна»)[23];
- АО "ОЭЗ ППТ «Моглино»[24];
- Особая экономическая зона промышленно-производственного типа «Ступино Квадрат»[25];
- Особая экономическая зона технико-внедренческого типа «Иннополис»[26];
- Особая экономическая зона промышленно-производственного «Алабуга»[27];
- Технопарк Morion Digital[источник не указан 750 дней];
- Международный медицинский кластер[источник не указан 750 дней].

## Партнёры Ассоциации
- Министерство промышленности и торговли России[28],
- Минкомсвязи РФ[29],
- Правительство Красноярского края,
- Правительство Астраханской области[30],
- Правительство Республики Удмуртия[31],
- Администрация Псковской области[32],
- Фонд развития центра разработки и коммерциализации новых технологий «Сколково»[33],
- Фонд Развития Промышленности[34],
- АО Российская венчурная компания,
- АО Концерн «Созвездие»[35],
- Национальный исследовательский университет «Высшая школа экономики»[36],
- Фонд развития интернет инициатив;
- Администрация Кемеровской области[37];
- Администрация Омской области[38];
- Правительство Удмуртской области[39];
- Администрация Пензенской области[40];
- Правительство Республики Адыгея,
- Администрация Иркутской области;
- Администрация Новосибирской области[41];
- Администрация Рязанской области[42];
- Администрация Калужской области[43];
- Администрация Тамбовской области;
- Администрация Владимирской области[44];
- Администрация города федерального значения Севастополя[45],
- Правительство Чувашской Республики;
- Правительство Республики Марий Эл и другие

## Профиль и проекты
Ассоциация выступает как аналитическая и методологическая организация при формировании промышленных кластеров, определяя наличия условий для их создания, и последующего включения в реестр Министерства промышленности и торговли России с целью субсидирования со стороны государства понесённых затрат по проекту для всех участников кластера. Промышленные кластеры, по видению экспертов Ассоциации и Минпромторга РФ, представляют собой производственные цепочки выпуска на территории России конечной промышленной продукции и позволяют определить на каждом технологическом переделе инвестиционные проекты строительства и модернизации предприятий, реализация которых сможет обеспечить локализацию выпуска недостающей продукции и выполнения технологических операций в России.
Наиболее успешным считается проект, когда в 2018 году Ассоциация с компанией UMATEX Group (входит в корпорацию Росатом) инициировали создание межрегионального промышленного кластера «Композиты без границ».

#### Взаимодействие с федеральными органами власти
При участии Ассоциации созданы Экспертные советы по импортозамещению, особым экономическим зонам, развитию промышленных кластеров и контрактного производства при Комитете Госдумы по экономической политике, промышленности, инновационному развитию и предпринимательству.
С Министерством экономического развития Российской Федерации, научным и профессиональным сообществом проводятся аналитические исследования и практические семинары по механизмам государственной поддержки промышленных кластеров и промышленных технопарков.
6 июня 2019 года Ассоциация развития кластеров и технопарков России подписала Соглашение о сотрудничестве с Министерством экономического развития России. В связи с чем АКИТ РФ обязалась подготавливать и направлять в Министерство предложения по созданию, развитию и поддержке технопарков для комплексного стратегического планирования и социально-экономического развития субъектов РФ; осуществлять мониторинг деятельности управляющих компаний и резидентов технопарков и предоставлять результаты Минэкономразвития; ежегодно составлять рейтинги в сферах технопарков и ОЭЗ России; участвовать в реализации образовательных программ повышения квалификации специалистов технопарков.
Ассоциация представлена в Стратегическом совете по инвестициям в новые индустрии Министерства промышленности и торговли Российской Федерации под председательством министра Дениса Мантурова. На июль 2018 года в реестре Минпромторга РФ — 32 региональных промышленных кластера.
Осуществляет поддержку системы ГИСИП, разработанной в рамках реализации Государственной программы «Развитие промышленности и повышение её конкурентоспособности».

#### Деловые миссии в субъектах Российской Федерации

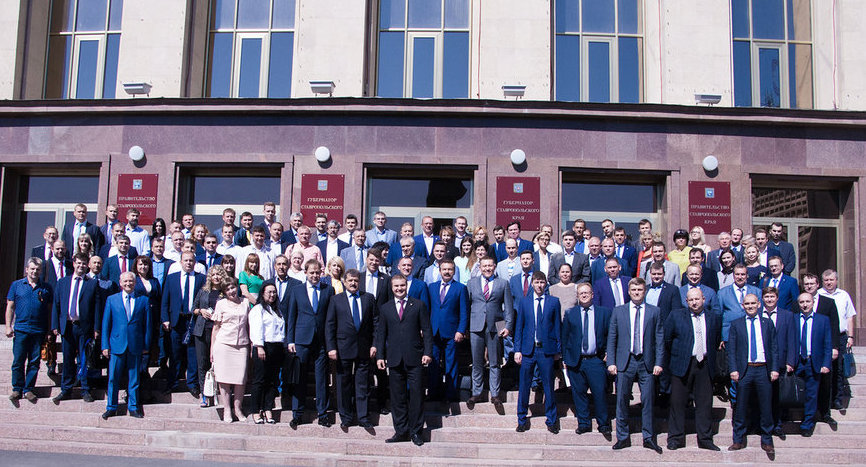
Деловая миссия в Ставрополе — представителей 43 субъектов РФ, май 2018 г.

Региональные деловые миссии, проводимые Ассоциацией совместно с Минпромторгом России и Минэкономразвития России, а также региональными органами исполнительной власти, выявляют инвестиционные ниши в производственных цепочках промышленных кластеров и показывают возможности потенциальным инвесторам. Всем предприятиям, входящим в состав кластера, предлагаются механизмы господдержки по субсидированию затрат от начальной стадии разработки до конечного выпуска продукции.

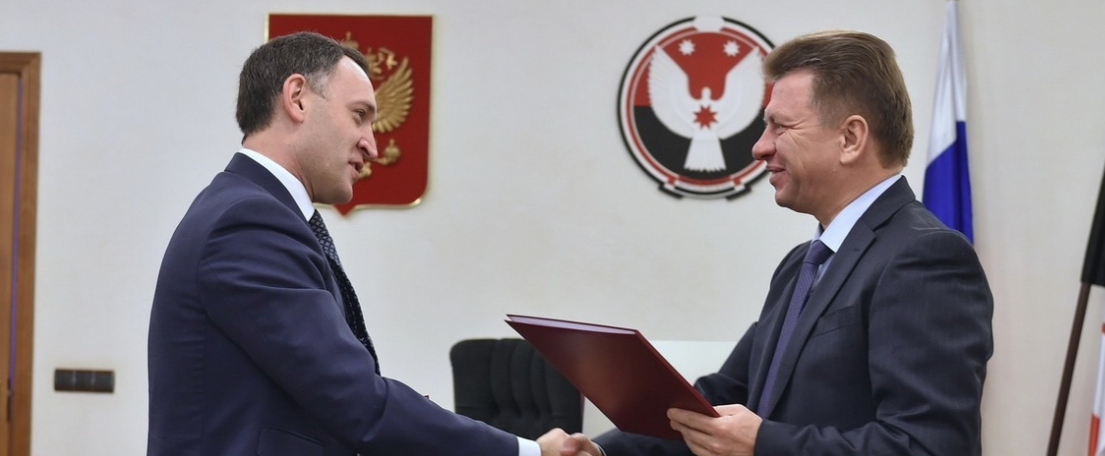
Подписание соглашения с правительством Республики Удмуртия

#### Участие в подготовке федеральной законодательной и нормативной базы и рейтинговые исследования
Ассоциация является разработчиком ГОСТ Р 56425-2015 «Технопарки. Требования»; Правил функционирования системы добровольной сертификации технопарков; Проводила национальный рейтинг технопарков России; Рейтинг инвестиционной привлекательности особых экономических зон России; Рейтинга инновационных регионов России:
По словам генерального директора Ассоциации инновационных регионов России Ивана Федотова, рейтинг [инновационных регионов России] 2017 года — это реальный инструмент управления. Исследование учитывает, с одной стороны, условия развития высокотехнологичного бизнеса и доступность основных ресурсов, с другой — оценивает результаты развития высокотехнологичных компаний и их вклад в экономику региона. При этом результаты оценки условий и результатов не суммируются, что позволяет составить интегральную картину инвестиционных возможностей регионов и определения потенциальных точек несырьевого роста экономики. «Благодарим экспертов Ассоциации кластеров и технопарков за поддержку рейтинга и уверены в плодотворном продолжении нашего сотрудничества», — добавил он.
С группой депутатов — членами Комитета Госдумы по экономической политике, промышленности, инновационному развитию и предпринимательству (Денис Кравченко, Альфия Когогина, Александр Козловский) и представителями Минпромторга РФ готовились поправки для внесения изменений в Федеральный закон «О промышленной политике в Российской Федерации», которым закрепляется понятие «промышленный технопарк».

#### Международная деятельность
Ассоциация взаимодействует на уровне межправительственных комиссий, правительств стран, профильных ассоциаций и организаций инфраструктуры. Организует деловые миссии российских регионов в зарубежные страны (Германия, Франция, Австрия, Италия, КНР и др.).
- Член Международной ассоциации технопарков (IASP);
- Член Ассоциации зон высоких и новых технологий «Шелковый путь» (SRSPA)[69]
- Член Рабочей группы по развитию малого и среднего предпринимательства в Союзном государстве при Минэкономразвития РФ;
- Член Рабочей группы по вопросам промышленной политики и промышленных субсидий Евразийской экономической комиссии[53].